# Taranta Power (album)
Taranta Power è il primo album dell'omonimo movimento di musica popolare ed etnica, fondato dal cantante napoletano Eugenio Bennato.

## Tracce
1. Taranta power
2. Da lontano
3. L'anima persa
4. Ninna nanna di Carpino
5. Parekemore (frammento)
6. Eleonora
7. Riturnella
8. Foggia
9. Fimmina chiangi
10. Carpino, Italia
11. Canto di Sacco Andrea
12. Tribù Puglia
13. Antidotum